# 萊巴嫩 (喬治亞州)
莱巴嫩（英語：Lebanon）是位於美國喬治亞州切羅基縣的一個非建制地區。該地的面積和人口皆未知。

## 地理
莱巴嫩的座標為34°08′34″N 84°30′34″W / 34.14278°N 84.50944°W，而該地的平均海拔高度為305米（即1001英尺）。